# Cidone
Cidone (in greco antico: Κύδων?) o Anfitemi è un personaggio della mitologia greca, figlio di Ermes e di Acacallide.

## Mitologia
Cidone è diventato famoso per aver fondato una città, nell'isola di Creta che prese il nome da lui, Cidonia. Strabone affermava che tale popolo risiedeva nella parte occidentale della vasta isola.

### Pareri secondari
Molti sono i pareri che i mitografi tramandano sulla sua origine, dove diversi popoli ne reclamano la paternità, come ad esempio gli Arcadi e più precisamente gli abitanti della città di Tegea affermavano che in realtà Cidone fosse figlio di Tegeate, il loro eroe eponimo. Altri racconti invece vedevano come padre il divino Apollo.

## Omonimia
Questo Cidone non deve essere confuso col giovane guerriero latino menzionato nel decimo libro dell'Eneide.

### Fonti
- Pausania libro VIII, 53, 4
- Strabone, Libro X, 476

### Moderna
- Luisa Biondetti, Dizionario di mitologia classica, Milano, Baldini&Castoldi, 1997, ISBN 978-88-8089-300-4.
- Pierre Grimal, Enciclopedia della mitologia 2ª edizione, Brescia, Garzanti, 2005, ISBN 88-11-50482-1. Traduzione di Pier Antonio Borgheggiani